# Ladakhi
 (janvier 2015).
Si vous disposez d'ouvrages ou d'articles de référence ou si vous connaissez des sites web de qualité traitant du thème abordé ici, merci de compléter l'article en donnant les références utiles à sa vérifiabilité et en les liant à la section « Notes et références ».
Le ladakhi (en ladakhi : ལ་དྭགས་ཀྱི་སྐད་, translittération : lədəks siskət, littéralement : « le parler du Ladakh »), aussi appelé bodhi ou bothi, est une langue tibéto-birmane parlée dans le territoire du Ladakh en Inde. Elle fait partie de la branche ladakhi–balti (en) des langues tibétiques, et n'est pas intelligible avec le tibétain standard, qui fait partie de la branche des langues du tibétain central.

## Présentation
Le ladakhi compte environ 15 000 locuteurs en Inde et peut-être 12 000 dans la région autonome du Tibet, pour la plupart dans le plateau du Changtang,.
Le ladakhi connaît des variantes dialectales. Parmi elles, le parler de Leh (la capitale) ou Lehskat, qui sert de langue véhiculaire ; le shamskat, parlé au nord-ouest de Leh ; le stotskat, parlé au sud-est de la vallée de l'Indus, et le nubra, parlé dans le nord. Les variantes parlées dans le haut Ladakh et le Zanskar ont de nombreux traits en commun avec le ladakhi ainsi qu'avec les dialectes occidentaux du tibétain central.
Cependant, la langue est peu écrite car les Ladakhis étant, en grande majorité, bouddhistes, ils utilisent le tibétain littéraire, dans la littérature religieuse comme dans l'enseignement.

## Exemples
| Français                                | Ladakhi                              | བོད་ཡིག                     |
| --------------------------------------- | ------------------------------------ | ------------------------- |
| Bonjour/Merci/Au revoir                 | Jule                                 | འཇུ་ལེགས་                   |
| Oui                                     | Ya/Kasa/ole                          | ཡ་/ཀ་ས་/འོ་ལེགས་            |
| Comment ça va?                          | (sku) Khamzang ina le                | (སྐུ་)ཁམས་བཟང་ཡིན་ན་ལེགས།     |
| Je                                      | nga                                  | ང་                        |
| Tu                                      | Nyerang                              | ཉེ་རང་                     |
| Il/Elle                                 | Kho/mo                               | ཁོ་/མོ་                     |
| Aujourd'hui                             | Diring                               | དེ་རིང་                     |
| Demain                                  | Thore                                | ཐོ་རེ་                      |
| Où vas-tu ?                             | Nyerang karu skyod da ?              | « ཉེ་རང་ག་རུ་སྐྱོད་ད »         |
| Je vais à Leh.                          | « Leha cha in »                      | « གླེ་ལ་ཆ་ཡིན། »             |
| D'où viens tu ?                         | « kane skyod spin? »                 | « ག་ནས་སྐྱོད་པ་ཡིན། »         |
| Je suis Français.                       | « Fransisi in »                      | « ཕྲན་སི་སི་ཡིན། »            |
| Que peut-on acheter au marché ?         | « Bazar a ci tshong thub dzat ta ? » | « བ་ཟར་འ་ཅི་ཚོང་ཐུབ་མཛད་ད། » |
| Les abricots sont très bon (selon moi). | « culi ma zhimbo rag. »              | « ཅུ་ལི་མ་ཞིམ་པོ་རག »         |
| Ce vendeur est très bien.               | « i Tshong khen rgyala duk. »        | « འི་ཚིང་མཁན་རྒྱལ་ལ་འདུག »     |